# Инцел
Инцел (њем. Inzell) општина је у њемачкој савезној држави Баварска. Једно је од 35 општинских средишта округа Траунштајн. Према процјени из 2010. у општини је живјело 4.484 становника. Посједује регионалну шифру (AGS) 9189124.

## Географски и демографски подаци
Инцел се налази у савезној држави Баварска у округу Траунштајн. Општина се налази на надморској висини од 693 метра. Површина општине износи 45,4 km². У самом мјесту је, према процјени из 2010. године, живјело 4.484 становника. Просјечна густина становништва износи 99 становника/km².